# Madeleines neue Abenteuer
Madeleines neue Abenteuer ist eine französisch-amerikanische Zeichentrickserie, die zwischen 1993 und 2001 produziert wurde. Am 18. Mai 2003 wurde der Film Madeleine auf Gaunerjagd in Deutschland ausgestrahlt. Die Geschichte basiert auf der Buchvorlage „Madeleine“ von Ludwig Bemelmans aus dem Jahr 1939.

## Handlung
Die Geschichte dreht sich um das junge Pariser Mädchen Madeleine, die auf einem Internat lebt und viele Abenteuer mit ihren Freunden erlebt.

## Produktion und Veröffentlichung
Die Serie entstand zwischen 1993 und 2001 in französischer und amerikanischer Zusammenarbeit. Regie führte Scott Heming und das Drehbuch schrieb Shelley Zellman. Die Produktion übernahm DiC Entertainment.
Die deutsche Erstausstrahlung fand am 19. August 2002 auf Super RTL statt. Weitere Ausstrahlungen erfolgten ebenfalls auf KidsCo. In Deutschland wurden allerdings nicht alle Folgen gezeigt.

## Episodenliste
| Nr. | deutscher Titel                                   | deutsche Erstausstrahlung |
| 1   | Madeleine in Versailles                           | 19. August 2002           |
| 2   | Geld ist nicht alles                              | 20. August 2002           |
| 3   | Talent in allen Ehren                             | 21. August 2002           |
| 4   | Kalte Zeiten                                      | 22. August 2002           |
| 5   | Jeder ist für sich der Größte                     | 23. August 2002           |
| 6   | Kleider machen Leute                              | 26. August 2002           |
| 7   | Madeleines Halloween (1)                          | 27. August 2002           |
| 8   | Madeleines Halloween (2)                          | 28. August 2002           |
| 9   | Madeleines Manieren                               | 29. August 2002           |
| 10  | Madeleine und die Zaubershow                      | 30. August 2002           |
| 11  | Madeleines Valentinstag                           | 2. September 2002         |
| 12  | Madeleine und der Weihnachtsmann (1)              | 3. September 2002         |
| 13  | Madeleine und der Weihnachtsmann (2)              | 4. September 2002         |
| 14  | Madeleine im Reich der Düfte                      | 5. September 2002         |
| 15  | Madeleine und das geheimnisvolle Mädchen          | 6. September 2002         |
| 16  | Madeleine auf dem Eiffelturm                      | 9. September 2002         |
| 17  | Madeleine und der bunte Hund                      | 10. September 2002        |
| 18  | Madeleine auf dem Flohmarkt                       | 11. September 2002        |
| 19  | Madeleine im Moulin Rouge                         | 12. September 2002        |
| 20  | Madeleine und die Angeberin                       | 13. September 2002        |
| 21  | Madeleine und die einsamen Herzen                 | 16. September 2002        |
| 22  | Madeleine und das Filmfestival                    | 17. September 2002        |
| 23  | Madeleine auf Safari                              | 18. September 2002        |
| 24  | Madeleine auf den Brettern, die die Welt bedeuten | 19. September 2002        |
| 25  | Madeleine und die Hollywoodparty                  | 20. September 2002        |
| 26  | Madeleine und die Amerikaner                      | 23. September 2002        |